# V Rohožníku
Rybník V Rohožníku, také Dubečský rybník nebo jen krátce Rohožník, je rybník na jižním okraji obce Dubeč. Má obdélníkovitý tvar a po levé straně ho obtéká Říčanský potok přitékající od západu.

## Historie
Již před třicetiletou válkou bylo v lokalitě mezi Dubčí, Uhříněvsí a Měcholupy téměř padesát různě velkých rybníků, propojených navzájem kanály, a centrem této soustavy byly rybníky Veský a V Rohožníku mezi Dubečkem a Dubčí. Ještě na mapách z 18. století je tu v povodí Říčanského potoka zakreslená velká rybniční pánev. Zejména ve druhé polovině 19. století ale musely rybníky ustoupit zemědělské výrobě a kromě Podleského rybníka byly rybníky v okolí Dubče vysušeny. Tehdejší rybník V Rohožníku zanikl pravděpodobně kolem roku 1860 a na místě jeho původního dna vznikly louky. V korytě Říčanského potoka je nedaleko za nynějším rybníkem patrný pozůstatek dřívější hráze a pozůstatkem hráze Veského rybníka je val oddělující dnešní rybník V Rohožníku od luk západně nad ním.
O obnově rybníka V Rohožníku se začalo uvažovat až ve druhé polovině 20. století. Práce začaly v roce 1955, v roce 1957 už došlo k jeho napuštění.
V roce 2013 byl rybník převeden do majetku hlavního města Prahy a na jaře 2014 byla zahájena jeho revitalizace. Opravila se dělicí hráz mezi rybníkem a Říčanským potokem, hlavní hráz byla zpevněna kamennou dlažbou. Dále byla vybudována nová regulační zařízení a bezpečnostní přeliv. Došlo také k úpravě nejbližšího okolí rybníka a cest po hrázích a k prořezání zeleně.
Rybník je využíván Českým rybářským svazem jako rybářský sportovní revír (rybolov je povolen z prostoru hlavní hráze a z části pravého břehu).
Název Rohožník má i sídliště (vzdálené asi 7 km) v Újezdě nad Lesy, městské části Praha 21.